# Rava (Románia)
Rava (románul Roua, németül Rawendorf) falu Romániában Maros megyében.

## Fekvése
A falu Marosvásárhelytől 28 km-re délkeletre a Rava patak szűk völgyében fekszik, Gyulakuta községhez tartozik, a községközponttól 14 km-re délkeletre van.

## Lakossága
| 2011 | 360 |
| 2021 | 363 |

## Története
1566-ban Rawa néven említik. A hagyomány szerint a falu először a Kis-Küküllő melletti Kerekerdő környékére települt, ahonnan a török pusztítások elől költöztek fel az erdő mellé. 1910-ben 805 lakosa volt. A trianoni békeszerződésig Udvarhely vármegye Székelykeresztúri járásához tartozott. Lakossága: 1801-ben 360, 1839-ben 550,  1868-ban 791, 1889-ben 755, 1910-ben 805, 1933-ban 800, 1963-ban 996, 1974-ben 541, 1992-ben 442, 1998-ban 413 lakosából 173 magyar és 240 cigány volt.

## Ravai társadalomtudomány
A székely nép életének tudományos összefoglalása és izgalmas regénye a "Székely bánja" című tanulmánykötet, mely a legrégibb kortól mindmáig elénk vetíti az egész székely sorsot.

## Ravai búcsúztatók
Prózai halottbúcsúztató - Ravában, ami az ún. nemzetséglevél alapján készül, az elhunyt rövid életrajzi adatait s azoknak a nevét tartalmazza, akitől a halott elbúcsúzik.
Lukács Sándor unitárius lelkész kiadványa 1930-1938 között szerzett 92 ravai verses halottbúcsúztatóját foglalja magába. A családi kapcsolatok, a hovatartozás költői megjelenítése.

## Látnivalók
Unitárius temploma 1804-ben épült, a 16. századi templom felhasználásával, tornya és részben hajója középkori eredetű. 1812-ben püspökválasztó zsinat színhelye volt. 1912-ben renoválták, 1932-ben kazettás mennyezetét leszedték, 1991-ben javították, utolsó javítása 2005-ben volt.

## Híres emberek
- Itt született 1816-ban Árkosi Mózes unitárius lelkész, az 1852. évi Habsburg-ellenes összeesküvés elítéltje.
- Itt született 1929-ben Kedei Zoltán festőművész.
- Itt született 1932-ben Ajtay Ferenc geológus.